# Josef Koudelka
Josef Koudelka (Boskovice, 10. siječnja 1938.), češko-francuski fotograf.

## Životopis
Koudelka se rodio 1938. u malom moravskom gradu Boskovice u tadašnjoj Čehoslovačkoj. U početku je fotografirao svoju obitelj i okolicu bakelitnom kamerom formata 6x6. Studirao je na Češkom tehničkom fakultetu u Pragu (ČVUT) između 1956. i 1961., te dobio diplomu iz inženjerstva 1961. godine. Iste je godine održao prvu izložbu fotografija. Kasnije je radio kao aeronautički inženjer u Pragu i Bratislavi.
Koudelka je počeo uzimati proviziju od kazališnih časopisa te redovito fotografirati predstave praškog kazališta "Divadlo za branou" kamerom Rolleiflex. Godine 1967. je odlučio odustati od zanimanja inženjera te se u potpunosti posvetio fotografiji.
Vratio se iz Rumunjske samo dva dana prije sovjetske vojne intervencije, u kolovozu 1968., gdje je fotografirao Rome. Snimio je i svjedočio dolasku oružanih snaga Varšavskog pakta koje su okupirale Prag i srušile reforme tzv. Praškog proljeća. Koudelkini negativi su bili prokrijumčareni iz Praga u agenciju Magnum Photos, a fotografije anonimno izdane u časopisu The Sunday Times pod inicijalima P. P. (Praški fotograf, engl. Prague Photographer) iz straha od odmazde prema njemu i njegovoj obitelji.
Koudelkine slike događaja su postale dramatični međunarodni simboli. Godine 1969. Overseas Press Club je "anonimnom češkom fotografu" dodijelio zlatnu medalju Robert Capa za fotografije za koje je bila potrebna iznimna hrabrost.
Po preporuci Magnuma Koudelka je podnio zahtjev za tromjesečnu radnu vizu i pobjegao u Englesku 1970., gdje je zatražio politički azil, i ostao više od desetljeća. Godine 1971. se pridružio agenciji Magnum Photos. Nastavio je fotografirati diljem Europe.
Tijekom 1970-ih i 1980-ih Koudelka je dobio mnogobrojne stipendije i nagrade, te je nastavio izlagati i publicirati velike projekte poput Gypsies (1975.) i Exiles (1988.). Od 1986. je radio s panoramskom kamerom, te je izdao kompilaciju tih fotografija u svojoj knjizi Chaos 1999. Među mnogobrojne knjige koje je izdao ubraja se knjiga u nekoliko svezaka Koudelka iz 2006.
Koudelka je osvojio mnoga priznanja, npr. nagradu za knjigu iz fotografije izdanu u Francuskoj, Prix Nadar (1978.), Grand Prix National de la Photographie (1989.), Grand Prix Cartier-Bresson (1991.), nagradu zaklade Hasselblad (1992.). Važnije izložbe njegovih radova su se održale u MoMI i Internacionalnom centru fotografije (ICP) u New Yorku, galeriji Hayward u Londonu, muzeju Stedelijk u Amsterdamu, pariškom muzej Palais de Tokyo.
U radu su ga podržavali njegov prijatelj i francuski fotograf Henri Cartier-Bresson. Također ga je podržavala češka povjesničarka umjetnosti Anna Fárová.
Godine 1987. Koudelka je postao francuski državljanin, te se mogao vratiti u Čehoslovačku prvi put 1990. Zatim je fotografirao tzv. Crni trokut, onečišćeni krajolik u regiji Podkrušnohoří, zapadnjački tip podnožja Crnog trokuta Rudne gore, koja se nalazi između Njemačke i Češke Republike.

## Djelo
Koudelkine rane fotografije su značajno oblikovale njegove kasniju fotografiju, i njezin naglasak na društvenim i kulturnim ritualima, kao i smrti. Ubrzo je prešao na osobniju, opsežniju fotografsku studiju Roma u Slovačkoj i kasnije Rumunjskoj. Ove fotografije su bile izložene 1967. u Pragu. Tijekom karijere hvalili su njegovu sposobnost da zabilježi prisutnost ljudskog duha sred tamnih krajolika. Pustoš, onečišćenje, rastajanje, očaj i otuđenje su česte teme njegovih fotografija. Ipak, na fotografijama se vidi i nada: ustrajnost ljudskog nastojanja, usprkos svojoj krhkosti. Njegove se kasnije fotografije usredotočuju na krajolike iz kojeg su uklonjeni ljudski subjekti.
Njegovu posljednju knjigu Wall: Israeli and Palestinian Landscapes je izdala zaklada Aperture in 2013. U knjizi se nalaze panoramski krajolici koje je fotografirao između 2008. i 2012. kao vlastiti projekt za fotografski kolektiv This Place, koji je organizirao fotograf Frédéric Brenner.

## Nagrade
- 1967. - Udruženje čehoslovačkih umjetnika, Čehoslovačka
- 1969. - Zlatna medalja Robert Capa, National Press Photographers Association, SAD
- 1972. - stipendija British Arts Councila za reportažu Kendala i Southenda, Ujedinjeno kraljevstvo
- 1973. - stipendija British Arts Councila za reportažu romskog života u Britaniji, Ujedinjeno kraljevstvo
- 1976. – stipendija Arts Councila za reportažu života na britanskim otocima, Ujedinjeno kraljevstvo
- 1978. - Prix Nadar, Francuska.[7]
- 1980. - National Endowment for the Arts Council, SAD
- 1987. - Grand Prix National de la Photographie, Ministarstvo kulture Francuske, Francuska
- 1989. - Grand Prix National de la Photographie.
- 1991. - Grand Prix Henri Cartier-Bresson, Francuska
- 1992. - nagrada za fotografiju zaklade Erna and Victor Hasselblad, Švedska
- 1998. - medalja i počasna stipendija (HonFRPS) Royal Photographic Societyja za stalni i važni doprinos umjetnosti fotografije.[13]
- 2004. - nagrada Cornell Capa Infinity, International Center of Photography, SAD
- 2015. - nagrada Dr. Erich Salomon[14][15]

## Izložbe
- 1961. - Divadlo Semafor, Prag
- 1967. - Josef Koudela: Cikáni – 1961–1966, kazalište Divadlo za branou, Prag
- 1968. - Josef Koudela: Divadelní fotografie – 1965–1968, Divadlo za branou, Prag
- 1975. - Josef Koudelka, MoMA, New York City
- 1977.
  - Gitans: la fin du voyage, Galerie Delpire, Paris
  - Kunsthaus Zürich, Zürich, Switzerland
  - The Tel-Aviv Museum, Israel
  - Victoria and Albert Museum, London.
- 1984. – Josef Koudelka, Hayward Gallery, London
- 1988./1989.
  - Josef Koudelka, Centre National de la Photographie, Palais de Tokyo, Pariz
  - International Center of Photography, New York
  - Akademie der Künste, Berlin
  - Museum Folkwang, Essen, Njemačka
  - IVAM, Valencia, Španjolska.
- 1989. – Josef Koudelka, Mission Transmanche, Galerie de l'ancienne poste, Calais, Francuska
- 1990. – Josef Koudelka z Fotografického dila 1958–1990, muzej Umeleckoprumyslové, Prag
- 1994. – Černý trojúhelník – Podkrušnohoří : Fotografie 1990–1994, Salmovsky Palac, Prag
- 1995./1997.
  - Periplanissis: following Ulysses' Gaze, Mylos, Solun, Grčka
  - Zappeion, Atena
  - Centre culturel Una Volta, Bastia, Francuska
  - Ville de Rodez, Francuska
  - Tokyo Metropolitan Museum of Photography, Tokio
  - Museo di Storia della Fotografia, Fratelli Alinari, Firenca, Italija.
- 1998. - Reconnaissance: Wales, National Museum and Gallery of Wales, Cardiff, Ujedinjeno kraljevstvo
- 1999./2001.
  - Chaos, Palazzo delle Esposizioni, Rim
  - Cantieri Culturali della Zisa, Palermo, Italija
  - Palazzo Marino alla Scala, Milano
  - The Snellman Hall, Helsinki
  - Sala de exposiciones de Plaza de España, Madrid.
- 2002. – Josef Koudelka: Fotograf, Nacionalna galerija u Pragu
- 2002./2003.
  - Rétrospective, Rencontres d'Arles, Arles, Francuska
  - Museo del Palacio de Bellas Artes, Ciudad de México
  - Museo de Arte Contemporáneo de Monterrey, Monterrey, Meksiko.
- 2003. – Teatro del Tempo, Mercati di Traiano, Rim
- 2006. – Rencontres d'Arles, Arles, Francuska: izložba i laureat nagrade Discovery
- 2008.
  - predstavljanje filma u kazalištu u Orangeu, Rencontres d'Arles, Arles, Francuska
  - Prague 1968, Aperture Gallery, New York
  - Koudelka, muzej Benaki, Atena
  - Josef Koudelka, muzej Pera, Istanbul
  - Invaze, stara gradska vijećnica, Prag
- 2010. – Invasion Prague 68, Photo Cube Market Square, Guernsey[16]
- 2012. – Zingari, Fondazione Forma, Milano
- 2013. – Vestiges 1991–2012, Centre de la Vieille Charité, Marseilles, Francuska[17]
- 2013./2014. – Josef Koudelka Retrospective, Nacionalni muzej moderne umjetnosti, Tokio[18]
- 2014./2015. – Josef Koudelka: Nationality Doubtful, Art Institute of Chicago, Chicago, Illinois;[19] Getty Center, Los Angeles.[20]
- 2016./2017. - "Exiles / Wall", Netherlands Photo Museum.

## Izdanja
- Diskutujeme o moralce dneska, Nakladatelstvi Politické Literatury, Čehoslovačka, 1965.
- Kral Ubu: Rozbor inscenace Divadla Na Zabradli v Praze (s Alfredom Jarryjem), Divadelni Ustav, Čehoslovačka, 1966.
- Rozbor insenace Divadla Na zabradli v Praze, 1966.
- Josef Koudelka, 1968.
- Gitans : la fin du voyage. Paris: Robert Delpire, Gypsies, SAD: Aperture, ISBN 978-0-912334-74-5, 1975.
- Josef Koudelka: I Grandi Fotografi, Gruppo Editoriale Fabbri, Italija, 1982.
- Josef Koudelka Photo Poche, Centre National de la Photographie, Francuska, 1984.
- Josef Koudelka. Photographs by Josef Koudelka. Uvod Bernarda Cuaua. Centre National de la Photographie, Pariz, 1984.
- Exiles.
  - Paris: Centre National de la Photographie; Paris: Delpire Editions; New York: Zaklada Aperture; London: Thames & Hudson, 1988., ISBN 978-0-500-54208-8.
  - Paris: Delpire Editions; New York: Aperture, 1997. Revidirano izdanje.
  - London: Thames & Hudson (ISBN 978-0-500-54441-9); New York: Aperture, 2014. (ISBN 978-1-59711-269-7). Revidirano i prošireno izdanje. Esej Czesława Miłosza. Komentari s Josefom Koudelkom i Robertom Delpireom.
- Josef Koudelka, Mission Photographique Transmanche, Francuska: Editions de la Différence, 1989.
- Animaux, Trois Cailloux/maison de la Culture d'Amiens, Francuska, 1990.
- Prague 1968, France: Centre National de la Photographie, 1990.
- Josef Koudelka: Fotografie Divadlo za branou 1965–1970, Divadlo za Branou II, Češka, 1993.
- Josef Koudelka. Photographs by Josef Koudelka, Hasselblad Center, 1993.
- Cerný Trojuhelník – Podkrušnohorí : Fotografie 1990–1994, Vesmir, Češka, 1994.
- Photopoche: Josef Koudleka Francuska: Cnp, 1997., ISBN 978-2-09-754114-7.
- Reconnaissance Wales, Cardiff, Ujedinjeno kraljevstvo: Fotogallery/ National Museums and Galleries of Wales, 1998., ISBN 978-1-872771-45-8.
- Chaos, Francuska: Nathan/Delpire; Ujedinjeno kraljevstvo: Phaidon Press; Italija: Federico Motta Editore, 1999., ISBN 978-0-7148-4594-4.
- Lime Stone, Francuska: La Martinière, 2001.
- Josef Koudelka, Češka: Torst, 2002., ISBN 978-80-7215-166-0.
- Théâtre du Temps, Francuska: Actes Sud, ISBN 978-2-7427-4435-0; (Teatro del Tempo), Italija: Peliti Associati; Grčka: Apeiron, 2003.
- L'épreuve totalitaire (esej Jean-Pierrea Montiera), Delpire, Francuska, 2004.
- Koudelka: Camargue, Francuska: Actes Sud, 2006., ISBN 978-2-7427-6174-6.
- Koudelka, France: Delpire; Italija Contrasto; SAD: Aperture; Ujedinjeno kraljevstvo: Thames & Hudson; Njemačka: Braus; Španjolska: Lunwerg; Češka: Fototorst, 2006.
- Joseph Koudelka Photofile, Thames & Hudson, 2007., ISBN 978-0-500-41083-7.
- Invasion 68: Prague SAD: zaklada Aperture, ISBN 978-1-59711-068-6; Francuska: Editions Tana, ISBN 978-2-84567-438-7, 2008.
- Koudelka Piedmont Contrasto, 2010., ISBN 978-88-6965-217-2.
- Roma. Göttingen: Steidl, 2011. ISBN 9783869303888.
- Lime, 2012., Pariz: Éditions Xavier Barral, ISBN 978-2-9151-7385-7.
- Wall, 2013., zaklada Aperture, ISBN 978-1-5971-1241-3.